# Ikarosz

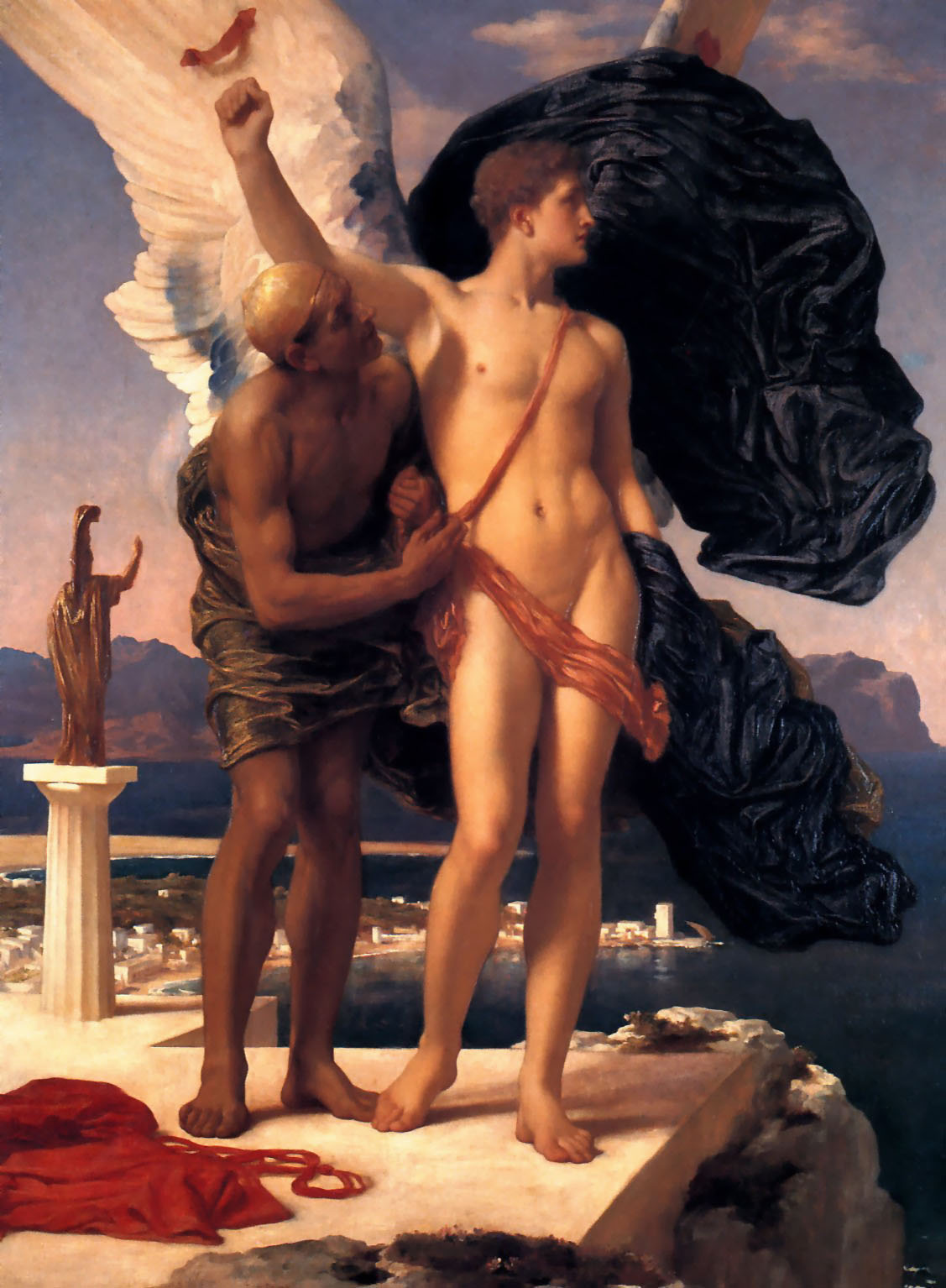
Frederic Leighton: Ikarosz és Daidalosz (olajfestmény, 1869 körül)

Ikarosz (görög betűkkel Ἴκαρος, etruszk változata Vicare, latin változata Icarus) Daidalosz fia a görög mitológiában. A lázadás, a szófogadatlanság, a kíváncsiság megtestesítője.

## Története
Gyermekként érkezett Kréta szigetére apjával aki a labirintust építette meg a Minótaurosznak. A munka elvégzése után Minósz király fogva tartja őket a szigeten, nehogy elárulják valakinek a labirintus titkát. Ikarosz apjával együtt akart elszökni Knósszoszból. Daidalosz, viasszal összeragasztott tollakból szárnyakat készített mindkettőjük számára, amivel megpróbáltak elrepülni. Mielőtt még felszálltak volna, apja megmondta fiának, se túl alacsonyan ne repüljön, mert elragadják a hullámok, se túl magasan, mert a Nap megolvasztja a viaszt. Sikerült is a levegőbe emelkedniük. Apja szavát egy ideig megtartotta, de a magasság megigézte s egyre magasabbra repült. A Nap így megolvasztotta a viaszt, a tollak leváltak, Ikarosz a tengerben lelte halálát. Apja a parton leszállva gyászolta meg, s átkozta találmányát.
Ikarosz holttestét Dolikhé szigetén vetette partra a tenger. Héraklész talált rá, és tisztességgel eltemette. A szigetet azóta Ikariának nevezik.

## Ikarosz a művészetben
A témát számtalan alkotás feldolgozta, többek közt Ovidius az Átváltozások (Metamorphoses) 8. könyvében. Festmények közül Pieter Bruegel Ikarosz bukása című műve kiemelkedő jelentőségű. Feldolgozta az Iron Maiden együttes a Flight of Icarus című dalában, valamint megjelenik a Bastille együttes “Icarus” című számában is.
Ikaroszra utalás a Faith No More együttes "Just a man" című dalában ( https://lyricstranslate.com/hu/faith-no-more-just-man-lyrics.html )